# Wu Tai Bo

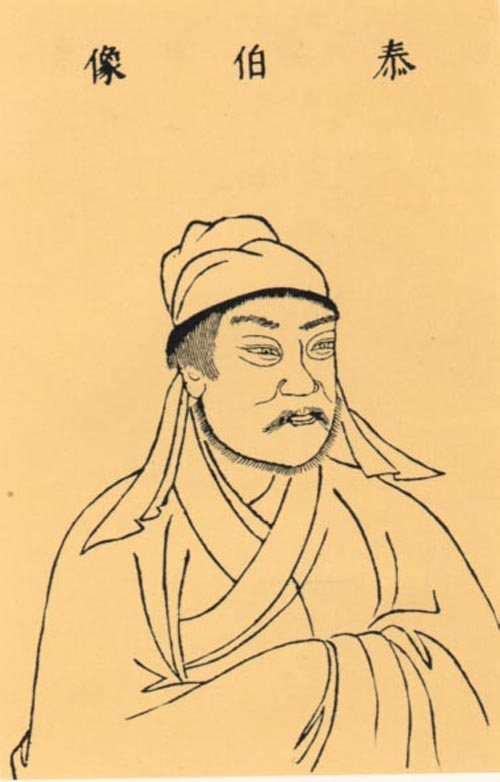
Wu Tai Bo

Wu Tai Bo (chinesisch 吳太伯 / 吴太伯, Pinyin Wú Tài Bó) war der spätere Name von Ji Tai Bo (姬太伯,  Jī Tài Bó). Wu Tai Bo war der älteste Sohn von Ji Dan Fu (姬亶父) (postum-Name Zhou Tai Wang – 周太王), dieser ist einer der Ahnherren der Zhou-Dynastie. Er geht in zwölfter Generation in direkter Abstammung auf Huangdi zurück, den legendären „Gelben Kaiser“ und ersten Ur-Herrscher Chinas.

## Abstammung
Ji Dan Fu hatte drei Söhne: Ji Tai Bo, Ji Zhong Yong (姬虞仲) und Ji Ji Li (姬季历). Der Sohn von Ji Ji Li war Ji Chang (姬昌). Ji Chang (1152–1056 v. Chr.) stürzte 1122 v. Chr. die Shang-Dynastie. Der Sohn von Ji Chang wiederum war Ji Fa (姬发) (?–1043 v. Chr.), der dann offiziell die Zhou-Dynastie begründete. Der Sohn von Ji Fa war Zhou Zhang (周章).
Zhou Zhang galt als sehr gerechter König und hatte eine derart große Achtung und Ehrfurcht vor dem Bruder seines Ur-Großvaters Wu Tai Bo (吴太伯), dass er kurz nach seiner Machtübernahme das „Reich der Zhou“ in das „Reich Wu“ umbenannte – das „Reich des Himmels“. Das damalige Reich Wu entspricht in etwa der heutigen Provinz Shanxi.

## Leben
Wu Tai Bo galt als ein sehr weiser und gerechter Herrscher des „Goldenen Zeitalters“, in der Zeit des „Alten Himmels“. Stets vermied er Streitigkeiten oder kriegerische Auseinandersetzungen. Obgleich er der älteste Sohn war und damit das Recht der Thronfolge an ihn ging, vermied er Konfrontationen und verzichtete dreimal zugunsten des jüngsten Lieblingssohnes Ji Ji Li seines Vaters. Erst als er sah, dass dessen Regierung nicht mit dem Willen des Himmels im Einklang war, zog er in den Osten, um einer Fehde mit seinem jüngeren Bruder Ji Ji Li aus dem Wege zu gehen. Er gründete dort ein eigenes Reich – das Reich Wu (Wuguo, 吴国) – und war der Ahnherr der Wu-Familie.
„Wu“ (吴,  Wú) bedeutete das „Reich des Himmels“. Es setzt sich aus den zwei Worten „Kou“ (口) und „Tian“ (天) zusammen. „Kou“ hat heute zwar nur noch die Bedeutung „Mund“, entsprach aber in alter Zeit ebenfalls den Bedeutungen „Reich“, „Welt“, „Bewusstseinsebene“ und „Dimension“.
„Wu“ sollte als ein Zeichen für die Menschen gesetzt werden, um in wirklicher Harmonie zu leben und mit dem „Himmel“ eins zu werden.

## Die Hochachtung des Konfuzius
In Konfuzius’ (孔夫子) Buch Lun Yu (论语) gibt es insgesamt 20 Kapitel. Im achten Kapitel (Lun Yu·Tai Bo – 论语·泰伯) steht bereits zu Beginn über Wu Tai Bo (吴太伯) geschrieben:
„Tai Bo ist ein wahrhaft edler Mensch. Er hat einen sehr hohen moralischen Charakter. Drei Male hatte er dem eignen Königsthron entsagt. Für das gemeine Volk lassen sich keine richtigen Worte finden, ihn zu loben.“
(Quelltext: 泰伯第八《论语·泰伯》 子曰:‘泰伯，其可谓至德也已矣!三以天下让，民无得而称焉。’)

## Leistungen
Entsprechend den Familientraditionen wurde seit Huangdi das Wissensvermächtnis über die weltlichen Hintergründe und die Medizin sowie die Familienrezepturen immer an den jeweiligen Nachfolger übertragen. Jeder Herrscher von Wu war somit mit dem „Wissen der Allerersten“, also dem Wissen des „Alten Himmels“ vertraut und besaß umfangreiche Kenntnisse der chinesischen Kaiser-Medizin – „der Medizin des Goldenen Phoenix“. Die Traditionen blieben so bis heute lebendig, obgleich das Reich Wu durch Intrigen und Korruption lange untergegangen ist.
Bereits zu Zeiten von Konfuzius (孔夫子 – 551–479 v. Chr.) galten besonders die Tonika des Wu-Clans als das wichtigste Geschenk der Götter, neben der Jade und dem Tee. Ihren Ursprung hatten sie bei Shen Nung (神农) direkt. Besonders in der elitäreren Schicht erfreuten sie sich großer Beliebtheit und um die Einnahme wurde ein regelrechter Kult betrieben, der sich auch in den Riten der Zhou widerspiegelte. So gab es genaue Richtlinien, welcher Adelsrang bestimmte Materialien (Jade, Gold, Silber, Bronze oder Keramik) und Formen der Trinkkelche (Jue und Gu) benutzen durfte, wie Verhaltensregeln festgelegt waren usw. Der Begründer von Wu, Wu Tai Bo, galt auch in den Augen von Konfuzius als der einzige Herrscher der alten Zeit, vor dem er selbst den höchsten Respekt hatte.
(Quelle: Lun Yu – Gespräche von Konfuzius)
Obgleich das Reich Wu durch das Nachbarreich Yue Guo (越国) längst zerstört wurde, gibt es – den Wirren der Zeit zum Trotz – noch heute Nachfahren dieser Familie, die das Wissensvermächtnis seit dem Untergang von Wu Guo seit Jahrtausenden eher im Verborgenen bewahren konnten. Die grundlegenden Rezepturen des Wu-Clans von „Jin Feng“ wurden im Wesentlichen nie verändert, aber stetig erweitert und die Einhaltung der überaus hohen Qualitätsansprüche überwacht. Diese Wu-Rezepturen bilden die eigentliche Essenz der chinesischen Medizin und sind damit der älteste Medizin-Schatz überhaupt.